# The Open Championship 1974
Het Brits Open van 1974 was de 103e editie van het toernooi. Het werd gespeeld van 10-13 juli op de Royal Lytham & St Annes Golf Club in Engeland.
Gary Player won het Open voor de derde keer, nadat hij eerder in het seizoen al de Masters had gewonnen. In 1978 won hij nog eenmaal de Masters, hij had toen negen Major-titels verzameld.

## Top-10
| Nr | Speler           | Score           | Score | Prijzengeld (£) |
| -- | ---------------- | --------------- | ----- | --------------- |
| 1  | Gary Player      | 69-68-75-70=282 | −2    | 5.500           |
| 2  | Peter Oosterhuis | 71-71-73-71=286 | +2    | 4.000           |
| 3  | Jack Nicklaus    | 74-72-70-71=287 | +3    | 3.250           |
| 4  | Hubert Green     | 71-74-72-71=288 | +4    | 2.750           |
| T5 | Danny Edwards    | 70-73-76-73=292 | +8    | 2.300           |
| T5 | Liang-Huan Lu    | 72-72-75-73=292 | +8    | 2.300           |
| T7 | Bobby Cole       | 70-72-76-75=293 | +9    | 1.717           |
| T7 | Donald Swaelens  | 77-73-74-69=293 | +9    | 1.717           |
| T7 | Tom Weiskopf     | 72-72-74-75=293 | +9    | 1.717           |
| 10 | Johnny Miller    | 72-75-73-74=294 | +10   | 1.500           |

NB: Ronde 4 werd op een zaterdag gespeeld.
Vanaf 1970:
1970 ·
1971 ·
1972 ·
1973 ·
1974 ·
1975 ·
1976 ·
1977 ·
1978 ·
1979 ·
1980 ·
1981 ·
1982 ·
1983 ·
1984 ·
1985 ·
1986 ·
1987 ·
1988 ·
1989 ·
1990 ·
1991 ·
1992 ·
1993 ·
1994 ·
1995 ·
1996 ·
1997 ·
1998 ·
1999 ·
2000 ·
2001 ·
2002 ·
2003 ·
2004 ·
2005 ·
2006 ·
2007 ·
2008 ·
2009 ·
2010 ·
2011 ·
2012 ·
2013 ·
2014 ·
2015 ·
2016 ·
2017 ·
2018 ·
2019 ·
2020